# Silberne Schmetterlingsfledermaus
Die Silberne Schmetterlingsfledermaus oder Gewöhnliche Schmetterlingsfledermaus (Glauconycteris argentata) ist ein im zentralen Afrika verbreitetes Fledertier in der Gattung der Schmetterlingsfledermäuse. Sie wurde zeitweilig in die Gattung Lappenfledermäuse (Chalinolobus) eingeordnet, deren aktuelle Mitglieder jedoch in der Region Australis leben. Das Typusexemplar stammt vom Kamerunberg. Laut genetischen Studien stellt die Art die Schwestergruppe zu einer Klade dar, die aus der Gestreiften Schmetterlingsfledermaus (Glauconycteris alboguttata), der Bibundi Schmetterlingsfledermaus (Glauconycteris egeria) und der Abo Schmetterlingsfledermaus (Glauconycteris poensis) gebildet wird.

## Merkmale
Die Tiere werden ohne Schwanz 53 bis 61 mm lang, die Schwanzlänge liegt bei 41 bis 53 mm und das Gewicht variiert zwischen 6 und 12 g. Es sind 39 bis 44 mm lange Unterarme, Hinterfüße von 5 bis 10 mm länge und 8 bis 14 mm lange Ohren vorhanden. Typisch ist dichtes Fell, das in Savannen eine goldbraune Färbung mit rötlichem Schimmer, eine helle Zimtfarbe oder eine helle graubraune Färbung hat, wobei der Kopf heller ist. Einer der deutschen Namen bezieht sich auf den silbernen Glanz, den das intensiver gefärbte Fell der Populationen in feuchten Wäldern gelegentlich hat. Manche Individuen besitzen einen undeutlich helleren Aalstrich. Auf der Unterseite ist das Fell graubraun und in Savannen dunkler. Die Art hat braune, leicht durchscheinende Flughäute und Fell auf den körpernahen Bereichen der Schwanzflughaut. Auffällig sind die sehr kleinen Augen. Die langen und schmalen inneren Schneidezähne im Oberkiefer können einen oder zwei Höcker auf der Krone haben. Die unteren Schneidezähne haben drei oder selten vier Höcker.

## Verbreitung
Die nördliche Grenze des Verbreitungsgebiets reicht vom zentralen Kamerun über die südliche Zentralafrikanische Republik und Uganda bis zum südlichen Kenia. Im Süden bilden das nördliche Angola, der Süden der Demokratischen Republik Kongo, der Norden von Sambia und das zentrale Tansania die Grenze. Ob alle Populationen zusammenhängen, ist nicht bekannt. Die Silberne Schmetterlingsfledermaus lebt in tropischen Regenwäldern, in Galeriewäldern, Bambusgestrüpp sowie in Savannen, meist in der Nähe von Wasserläufen oder Tümpeln.

## Lebensweise
Diese Fledermaus ruht am Tage in Palmen oder anderen Bäumen, wo sie Gruppen mit bis zu 30 Mitgliedern bildet. Dabei halten sich 2 bis 4 Tiere an einem Palmenblatt oder einem anderen großen Blatt fest. Die Orientierung erfolgt durch Echoortung, obwohl kein Nasenblatt ausgeprägt ist. In Gabun wurden 2 bis 3 Millisekunden lange Rufe registriert. Die tiefste Frequenz lag bei 28,5 bis 34,5 kHz und die höchste bei 78 bis 101,5 kHz. Die stärkste Intensität wurde zwischen 43 und 47 kHz erreicht. Vergleichbare Laute waren in Kenia 0,7 bis 8,5 Millisekunden lang. Die tiefste Frequenz lag bei 16,3 und die höchste bei 75 kHz. Das Maximum der Lautstärke lag bei 36 bis 45 kHz. Zur Nahrung gibt es keine Angaben.
In Kenia und Tansania wurden Weibchen, die Jungtiere trugen oder in ihrer Nähe hatten, im Dezember und Januar dokumentiert. Ein Weibchen hatte im Juni aktive Milchdrüsen.

## Gefährdung
Die Waldrodung wirkt sich negativ auf den Bestand aus. Die IUCN schätzt die Gesamtpopulation weiterhin als groß ein und listet die Silberne Schmetterlingsfledermaus als nicht gefährdet (least concern).